# Оползень в штате Вашингтон (2014)
Оползень в штате Вашингтон — природная катастрофа, произошедшая 22 марта 2014 года в американском штате Вашингтон. Около 11 часов утра мощный грязевой поток высотой 54 метра сошёл неподалёку от населённого пункта Осо округа Снохомиш. По данным на 30 апреля, официально подтверждена гибель 41 человек, 2 человека числятся пропавшими без вести. Оползень разрушил около 49 домов, парализовал движение по шоссе 530 к городу Даррингтон и перекрыл северную составляющую реки Стилагуамиш, создав угрозу наводнения.
В штате был введён режим чрезвычайного положения. Поисково-спасательные работы велись круглосуточно. Предположительно, причиной оползня стали прошедшие накануне обильные дожди.